# San Pietro al Tanagro
San Pietro al Tanagro er en by i Campania, Italien med 1.641 (2023) indbyggere.